# Eriophora plumiopedella
Eriophora plumiopedella är en spindelart som först beskrevs av Yin, Wang och Zhang 1987.  Eriophora plumiopedella ingår i släktet Eriophora och familjen hjulspindlar. Inga underarter finns listade i Catalogue of Life.